# Tom Townsley
Thomas "Tom" Townsley, född 28 april 1898 i Polmont, Stirlingshire, Skottland, död 10 april 1976, var en skotsk professionell fotbollsspelare och manager. 
Townsley började sin fotbollskarriär som försvarsspelare i Falkirk FC men spelade större delen i Leeds United där gjorde 167 matcher och 2 mål, varav 159 i ligan, mellan 1925 och 1931. Han var lagkapten i Leeds under en period, återvände efter sex år till Falkirk. Han fortsatte som spelande tränare och sedermera manager i Peterhead, en position han uppehöll till efter andra världskriget.
Han spelade en landskamp som lagkapten för Skottland mot Wales 1925.